# بسا (خواننده)
بسا (به انگلیسی: Besa) با نام کامل بسا کوکه‌دیما (به انگلیسی: Besa Kokëdhima)(زاده ۲۹ مهٔ ۱۹۸۶) خواننده اهل آلبانی است.
او نماینده آلبانی در یوروویژن ۲۰۲۴ بود.